# PK (súng máy)
PK (tiếng Nga: Пулемёт Калашникова, Pulemyot Kalashnikova) là loại súng máy đa năng sử dụng cỡ đạn 7.62×54mmR. Phiên bản hiện đại hóa còn được biết đến với tên gọi PKM với một số cải tiến so với thiết kế ban đầu của PK. Súng được thiết kế bởi Liên Xô và hiện tại Nga vẫn sử dụng. Loại súng này được giới thiệu vào năm 1961 để thay thế cho các khẩu súng máy SG-43 Goryunov và RP-46. Nó được sử dụng để chiến đấu ngoài chiến tuyến hoặc được gắn trên các phương tiện cơ giới và loại súng này còn được Liên Xô/Nga dùng để xuất khẩu với số lượng lớn.

## Lịch sử
Tổng cục pháo binh Liên Xô (GRAU) đã đề ra các yêu cầu cho một khẩu súng máy mới để trang bị cho cấp đại đội và tiểu đoàn sử dụng cỡ đạn 7.62x54mm vào năm 1955. Năm 1958, một mẫu súng máy được 2 kĩ sư là G.Nikitin và Yuri Sokolov nghiên cứu thiết kế đã vượt qua thành công các bài kiểm tra do Quân đội Liên Xô đề ra. Thế nhưng khi súng máy Nikitin - Sokolov sắp được sản xuất hàng loạt để trang bị cho quân đội Liên Xô thì một nhóm các nhà thiết kế vũ khí của Nhà máy Cơ khí Izhevsk, đứng đầu là Kalashnikov - cha đẻ của khẩu AK-47 danh tiếng cũng đã tham gia vào dự án thiết kế. Nguyên mẫu súng máy có cơ chế chuyển động được Kalashnikov thiết kế dựa trên cơ chế trích khí dài với khóa nòng xoay đã được chứng minh bởi khẩu AK-47 của ông. Hai nguyên mẫu Kalashnikov và Nikitin - Sokolov đã trải qua hàng loạt các cuộc thử nghiệm gắt gao do quân đội Liên Xô đặt ra vào cuối năm 1960 và sau một thời gian quan sát, Ban chỉ huy tên lửa và pháo binh của Bộ Quốc phòng Liên Xô đã lựa chọn thiết kế của Kalashnikov bởi thiết kế của Kalashnikov được đánh giá hiệu quả hơn so với thiết kế của Grigory Nikitin và Yuri Sokolov. PK/PKS được đưa vào sản xuất tại Nhà máy cơ khí của Kovrov và sử dụng giá đỡ ba chân và hộp đựng đai đạn được thiết kế ban đầu cho súng máy Nikitin - Sokolov.

## Thiết kế
PK được thiết kế để bắn loại đạn 7.62×54mmR tiêu chuẩn. Nó sử dụng hệ thống nạp đạn bằng khí nén với khóa nòng xoay có 4 móc đạn và nó chỉ có chế độ tự động, bắn khi khóa nòng mở, làm mát bằng không khí và có thể thay nòng nhanh chóng. Sử dụng dây đạn chuẩn là 250 viên, nhưng các dây đạn có thể gỡ ra hoặc nối với nhau tạo ra bất kỳ chiều dài nào khi cần thiết.
Loại súng này có một chân chống chữ V và có thể sử dụng một nhóm để hỗ trợ tác chiến, ngoài ra nó cũng có thể gắn trên các phương tiện cơ giới cũng như dùng để phòng không khi gắn vào bệ phòng không. Báng súng của PK có dạng khung làm bằng gỗ, cò súng cũng có thể làm bằng gỗ hay nhựa tổng hợp. Các dụng cụ làm sạch được cất trong một khoang rỗng ở báng súng.
Giống như các mẫu thiết kế súng của Liên Xô, đạn được đưa vào phía bên phải và vỏ đạn được nhả ra ở phía bên trái.
Súng có độ tin cậy cao và tốc độ bắn tốt, trong khi lại khá nhẹ theo tiêu chuẩn khi đó (PKM chỉ nặng 7,5 kg trong khi súng M60 của Mỹ nặng 10,5 kg)

## Các phiên bản

### PKM
PKM là mẫu hiện tại. Nó rất cơ động, chỉ nặng 7,5 kg khi không có đạn.

### PKMS/MSN
PKMS là súng máy được dùng để cố thủ và hỗ trợ mạnh, nó có một bệ chống ba chân và nặng 12 kg. PKMSN là PKMS có hệ thống nhìn trong đêm.

### PKB
PKB là mẫu chuyên dùng để gắn trên các phương tiện cơ giới. Nó có hai tay vịn phía sau với cò súng điện tử để thay cho tay cầm cò súng và báng súng.

### PKT
PKT là mẫu chuyên dụng để gắn trên các phương tiện cơ giới (đặc biệt là xe tăng). Nó không có báng súng, nòng dài và nặng hơn, có thêm khả năng trích khí tăng cường và cò súng điện tử.

### PK Pecheneg
PK Pecheneg hay PKP Pecheneg là loại vũ khí tự động phát triển từ PKM. Nó có một nòng cố định bọc trong một hệ thống tản nhiệt bằng không khí bao xung quanh với khả năng sử dụng dòng đối lưu không khí. Thiết kế của nó kết hợp các kinh nghiệm trong chiến dịch của Liên Xô ở Afghanistan, nơi mà thời tiết nóng khiến cho các khẩu PK nhanh chóng quá tải nhiệt không thể duy trì khả năng bắn áp đảo đối phương.

## Các phiên bản nước khác

### HCP PKM-NATO (Ba Lan)
Vào đầu những năm 1990, quân đội Ba Lan đã tìm kiếm mẫu để thay thế các khẩu PK khi họ đã trở thành thành viên của NATO và phải sử dụng chung loại đạn tiêu chuẩn. H.Cegielski - Poznań S.A. tại Poznań đã sửa chữa các khẩu PK/PKS để chúng có thể sử dụng được loại đạn 7.62x51mm NATO, mẫu mới này có tên PKM-NATO. Các sửa chữa bao gồm nòng nặng hơn, khoang chứa đạn lớn hơn, thiết kế lại khóa nòng cũng như toàn bộ cơ chế nạp đạn. Tuy nhiên quân đội Ba Lan đã chọn khẩu UKM-2000 cũng có nền tảng từ PKM.

### Zastava M84/M86 (Serbia)
Khẩu Zastava M84 được chế tạo từ giấy phép cho phép sao chép PK/PKS. Zastava M84 sử dụng cò súng điện tử.

### Norinco Type 80 (Cộng hòa nhân dân Trung Hoa)
Đây là bản sao chép thông qua giấy phép cho phép sao chép PKM/PKMS.

### Arsenal MG-1/MG-1M (Bulgaria)
MG-1 được chế tạo từ giấy phép cho phép sao chép PKM nhưng có báng súng và cò súng làm bằng vật liệu nhân tạo.

## Các nước sử dụng
- Afghanistan[2]
- Algeria[3]
- Armenia[2]
- Azerbaijan[2]

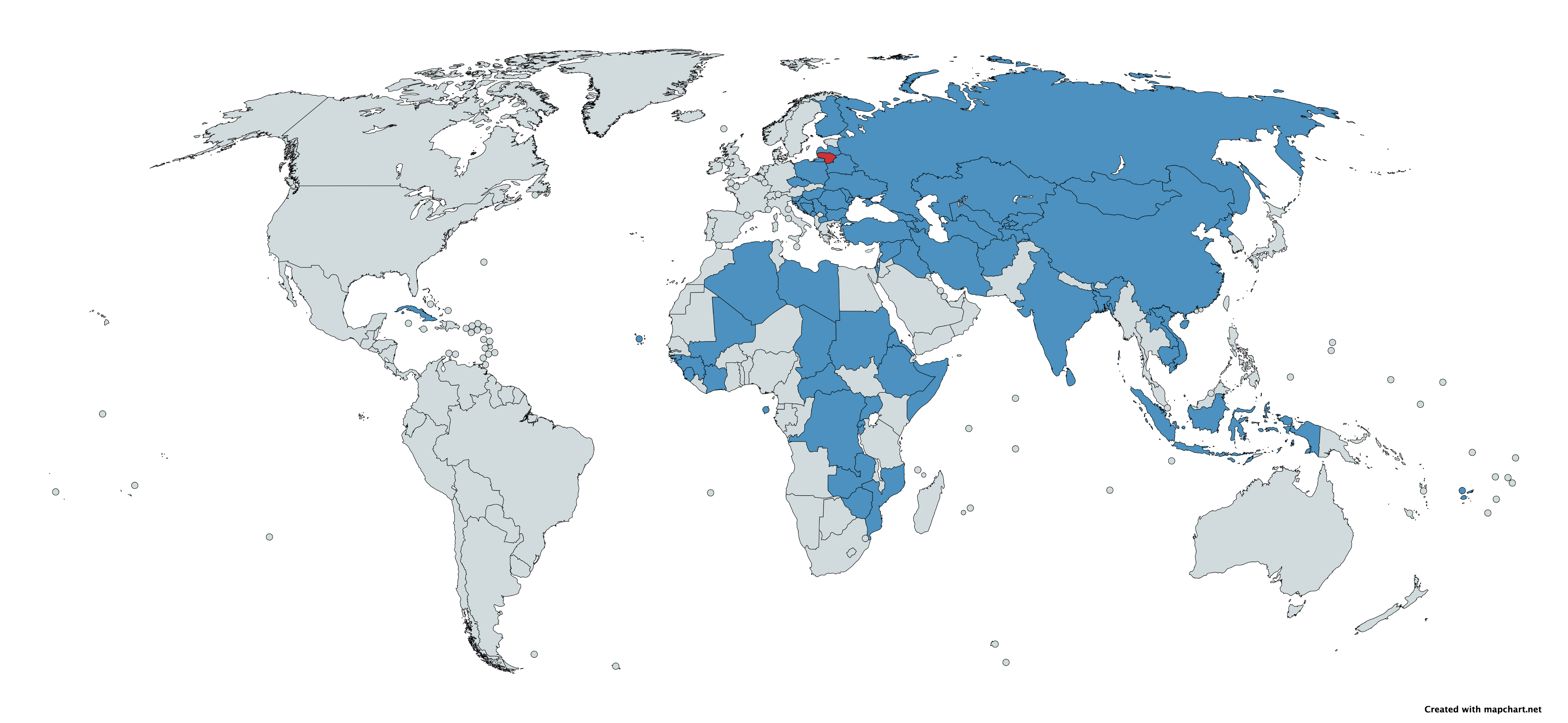
Bản đồ các quốc gia sử dụng súng máy PK

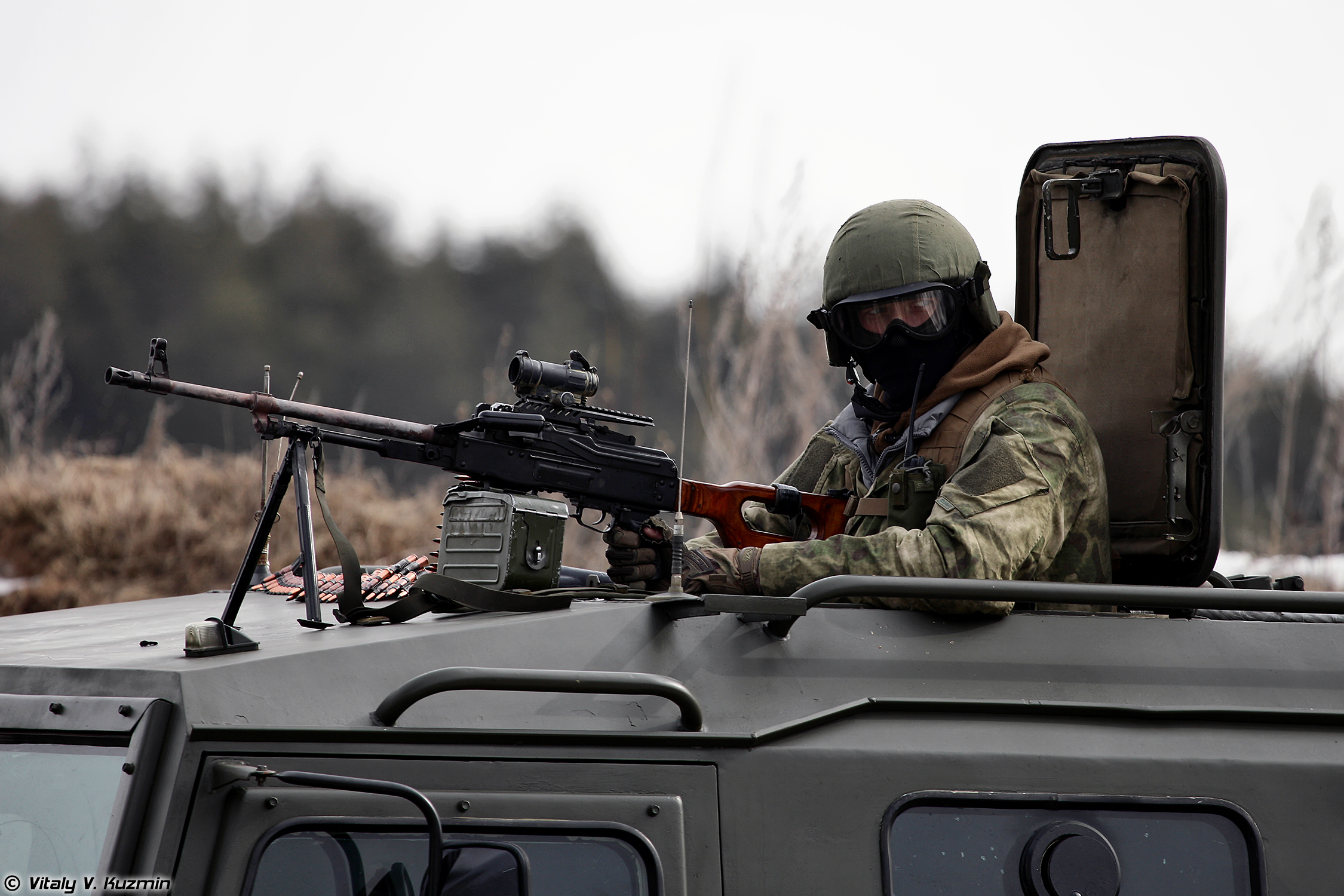
Cảnh sát Liên bang Nga với một khẩu PKM

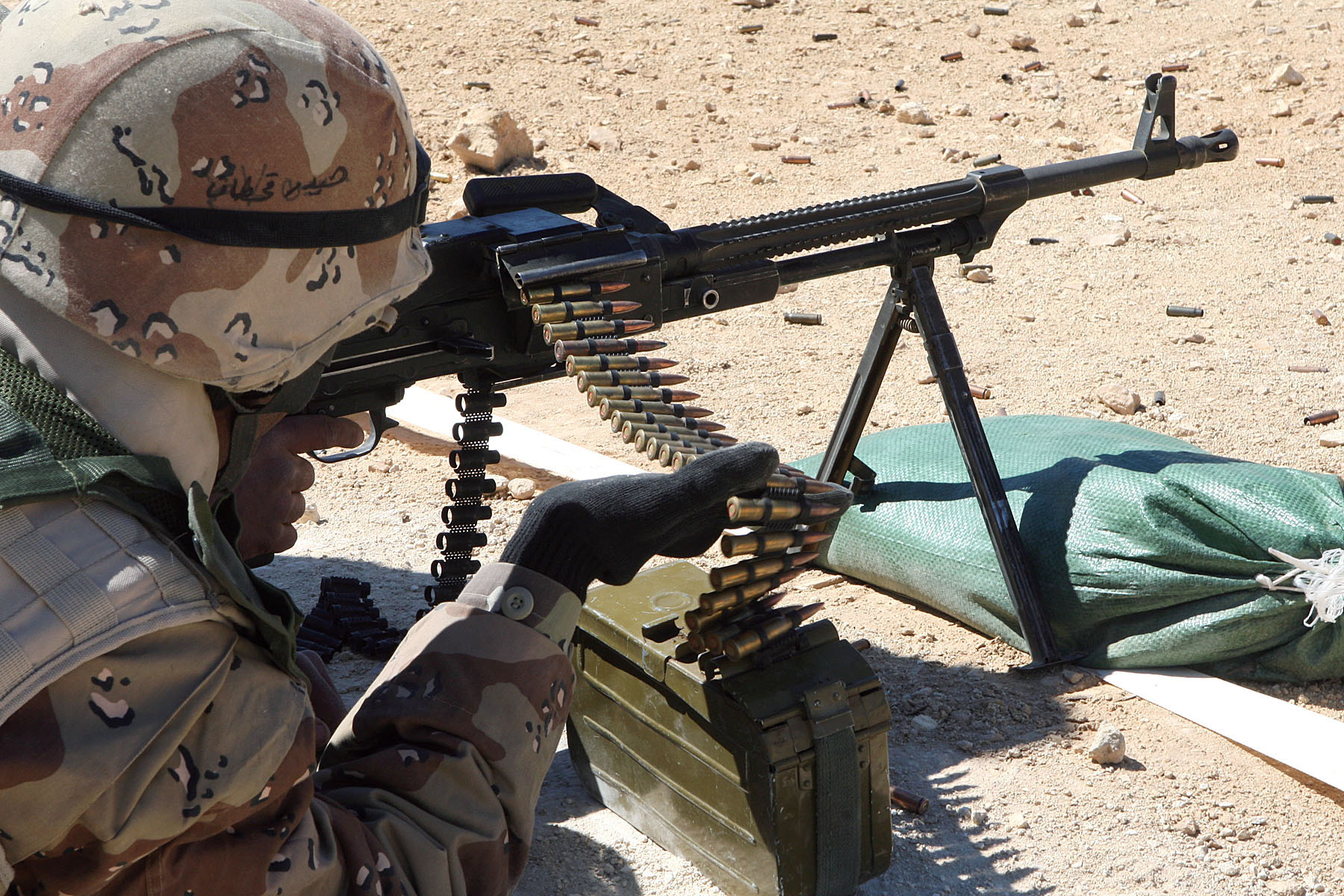
Binh sĩ quân đội Iraq khai hỏa một khẩu PKM

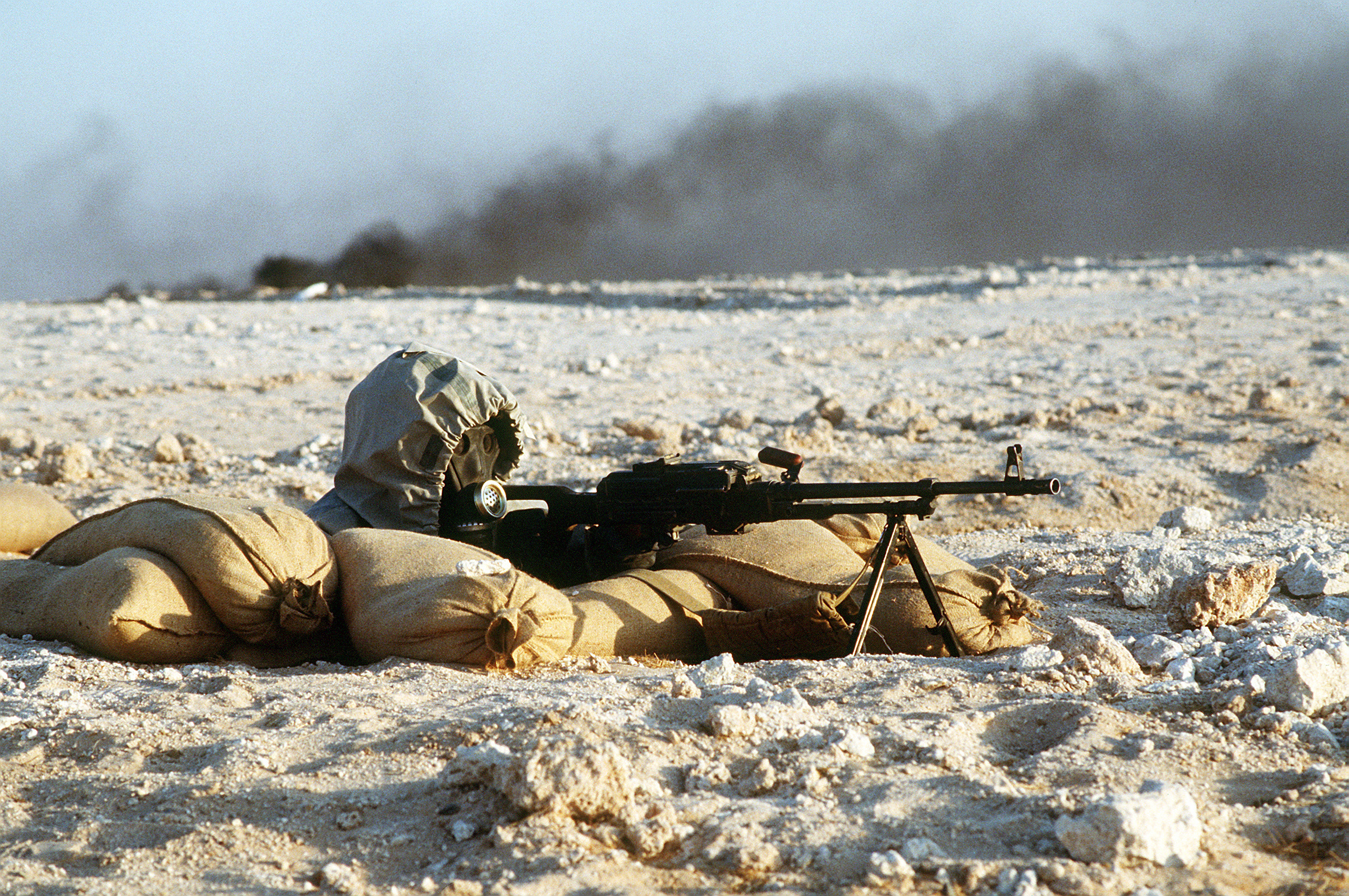
Syrian soldier with a PKM machine gun.

- Bangladesh: Sử dụng phiên bản Type 80 và Arsenal MG-1MS.[4]
- Belarus[2]
- Bosnia and Herzegovina[2]
- Bulgaria: Sử dụng phiên bản MG-1 và MG-1M.[2][5]
- Burundi: Sử dụng bởi quân nổi loạn.[6]
- Campuchia[7]
- Cape Verde[2]
- Cộng hòa Trung Phi[8][9]
- Chad[2]
- Cộng hòa Chechnya Ichkeria[10]
- Trung Quốc: sử dụng phiên bản sao chép là Type 80.[11]
- Croatia[2]
- Cuba[2]
- Cộng hòa Séc[12]
- Cộng hòa Dân chủ Congo
- Eritrea[2]
- Ethiopia[13]
- Fiji[14]
- Phần Lan: Sửu dụng với mã định danh 7.62 KK PKM.[15]
- Georgia[2]
- Guinea[2]
- Guinea-Bissau[2]
- Hungary[2]
- Ấn Độ[16]
- Indonesia[17]
- Iran:[2]
- Iraq:[2]
- Israel[18]
- Ivory Coast[19]
- Kazakhstan[2]
- Kyrgyzstan[2]
- Lào[2]
- Latvia[2]
- Libya[20]
- Mali[2]
- Moldova[2]
  -  Transnistria
- Mongolia[2]
- Montenegro[2]
- Mozambique[2]
- Cộng hòa Dân chủ Nhân dân Triều Tiên[21][2]
- Philippines[22]
- Ba Lan[2][5]
- Bắc Macedonia[2]
- Romania[2][5]
- Nga[2]
- Rwanda[23]
- São Tomé and Príncipe[2]
- Sierra Leone: Used on vehicles[24]
- Sudan[25]
- Serbia[2]
- Slovenia[2]
- Somalia[13]
- Sri Lanka[26]
- Syria[2]
- Tajikistan[2]
- Turkmenistan[2]
- Thổ Nhĩ Kỳ[27][28]
- Uganda[2]
- Ukraine[2][29]
- Uzbekistan[2]
- Việt Nam:[30] Hiện đang được sản xuất nội địa bởi Nhà máy Z111.[31]
- Zambia[2]
- Zimbabwe[32]

### Các quốc gia từng sử dụng
- Đông Đức[33]
- Lithuania[2]
- Liên Xô.[34]
- Yugoslavia[5]